# リアム・スミス
リアム・スミス（Liam Smith, 1988年7月27日 - ）は、イギリス・リヴァプール出身のプロボクサー。元WBO世界スーパーウェルター級王者。兄のポール・スミスとスティーブン・スミス、弟のカラム・スミスもプロボクサー。

## 経歴
2008年10月10日、リヴァプールのエバートン・パーク・スポーツ・センターでデビュー戦を行い、4回判定勝ちを収めデビュー戦を白星で飾った。
2012年12月15日、ロンドンのエクセル展覧会センターでスティーブ・オメーラとコモンウェルスイギリス連邦スーパーウェルター級王座決定戦を行い、12回3-0（2者が116-112、118-110）の判定勝ちを収め王座獲得に成功した。
2013年9月21日、リヴァプールのリヴァプール・オリンピアでエリック・オチーンとBBBofC英国スーパーウェルター級王座決定戦を行い、12回3-0（2者が117-112、116-113）の判定勝ちを収め王座獲得に成功した。
2013年12月7日、リヴァプールのエコー・アリーナ・リヴァプールでマーク・トンプソンと対戦し、4回13秒TKO勝ちを収めBBBofC英国王座の初防衛に成功した。
2014年7月26日、マンチェスターのフォンズ4uアリーナ・マンチェスターでジェイソン・ウェルボーンと対戦し、6回36秒KO勝ちを収めBBBofC英国王座の2度目の防衛に成功した。
2014年10月25日、リヴァプールのリヴァプール・オリンピアでゾルタン・セラとWBAコンチネンタルスーパーウェルター級王座決定戦を行い、3回1分53秒TKO勝ちを収め王座獲得に成功した。
2015年4月18日、リヴァプールのエコー・アリーナ・リヴァプールでデビッド・エゼキエル・ロメロとWBOインターコンチネンタルスーパーウェルター級王座決定戦を行い、7回1分10秒TKO勝ちを収め王座獲得に成功した。
2015年10月10日、マンチェスター・アリーナでジョン・トンプソンとWBO世界スーパーウェルター級王座決定戦を行い、7回1分44秒TKO勝ちを収め王座獲得に成功した。
2015年12月19日、マンチェスター・アリーナでWBO世界スーパーウェルター級8位のジム・ケリーと対戦し、7回2分35秒TKO勝ちを収め、初防衛に成功した。
2016年6月4日、リヴァプールのエコー・アリーナ・リヴァプールでWBO世界スーパーウェルター級11位のプレドラック・ラドセビッチと対戦し、2回1分34秒KO勝ちを収め2度目の防衛に成功した。
2016年9月17日、テキサス州アーリントンのAT&Tスタジアムで元2階級制覇王者サウル・アルバレスと対戦し、プロ初黒星となる9回2分28秒KO負けを喫し3度目の防衛に失敗、王座から陥落した。
2017年4月8日、マンチェスター・アリーナでWBO世界スーパーウェルター級2位のリアム・ウィリアムスとWBO世界スーパーウェルター級暫定王座決定戦を行う予定だったが、前日計量でスミスが規定体重を1.9ポンド超過する155.9ポンドを計測し計量失格となったため、ウィリアムズが勝てば王座を獲得しスミスが勝てば王座は空位となる条件で試合は行われ、リアム・ウィリアムスが9回終了時棄権しTKO負けになり王座は空位となった。同年11月11日、ニューカッスル・アポン・タインのメトロ・ラジオ・アリーナでウィリアムスとWBO世界スーパーウェルター級挑戦者決定戦を行い、12回2-0（117-111、116-112、114-114）の判定勝ちを収め7か月ぶりの再戦を制しミゲール・コットへの挑戦権獲得に成功した。
2018年5月12日、ニューヨーク州ヴェローナのターニング・ストーン・リゾート&カジノ内ターニング・ストーン・イベント・センターにてWBO世界スーパーウェルター級王者サダム・アリに挑戦する予定だったが、アレルギー性皮膚炎を発症したため欠場となった。
2018年7月21日、ラスベガスのハードロック・ホテル・アンド・カジノでハイメ・ムンギアと対戦し、12回判定負けを喫した。
2019年1月9日、エディー・ハーンが率いるマッチルーム・スポーツと契約。
2021年5月7日、ロシアのKRK・ウラレツでマゴメド・クルバノフと対戦し、12回判定負け。
2022年4月30日、ニューヨークにて空位のWBOスーパーウェルター級インターコンチネンタル王座決定戦でジェシー・バルガスと対戦し、10回TKO勝ちで王座獲得に成功した。
2022年7月1日、マッチルーム・スポーツを離れBOXXERと契約した。
2023年1月21日、マンチェスター・アリーナでクリス・ユーバンク・ジュニアとノンタイトル12回戦で対戦し、2度ダウンを奪い4回TKO勝ちを収めた。同年2月14日、ユーバンク・ジュニアが再戦条項を行使し再戦が決まった。4月17日のユーバンク・ジュニアとの試合記者会見で同性愛嫌悪的な発言をしたため、BBBofCはユーバンク・ジュニアとスミスの両者に対して罰金を科した。9月2日、マンチェスター・アリーナ改めAOアリーナでユーバンク・ジュニアとノンタイトル12回戦で再戦、10回1分45秒TKO負けを喫してユーバンク・ジュニアが雪辱を晴らす結果となった。
2024年9月21日、ウェンブリー・スタジアムでダニエル・デュボア対アンソニー・ジョシュアの前座でジョシュ・ケリーと対戦する予定だったが、スミスのウイルス感染に伴い中止となった。

## 獲得タイトル
- コモンウェルスイギリス連邦スーパーウェルター級王座
- BBBofC英国スーパーウェルター級王座
- WBAコンチネンタルスーパーウェルター級王座
- WBOインターコンチネンタルスーパーウェルター級王座
- WBO世界スーパーウェルター級王座（防衛2）

## ペイ・パー・ビュー売上げ
| 開催年月日    | イベント                                          | 販売件数 | テレビ局   | 備考       |
| ------------- | ------------------------------------------------- | -------- | ---------- | ---------- |
| 2023年1月21日 | クリス・ユーバンク・ジュニア vs. リアム・スミス 1 | 20万件   | Sky Sports | 20英ポンド |